# Amatikulu
Amatikulu este un oraș din provincia KwaZulu-Natal, Africa de Sud.